# Jidu Auto
La Jidu Auto (o semplicemente JIDU) è una casa automobilistica cinese fondata nel 2021.

## Storia
Fondata originariamente nel marzo 2021 con un investimento di 300 milioni di dollari, successivamente ha ricevuto un finanziamento congiunto di 400 milioni di dollari da Baidu e Geely.
Il 7 dicembre 2022, Jidu Auto ha cambiato la sua ragione sociale in Shanghai Mihang Automobile Co., Ltd. Il 15 febbraio successivo ha annunciato che avrebbe utilizzato Ernie bot, un sistema di intelligenza artificiale simile a ChatGPT e sviluppato da Baidu, nelle sue autovetture, diventando una delle prime azienda del settore automobilistico a fornire un'esperienza interattiva con intelligenza artificiale sulle proprie vetture.
Nell'autunno 2023 crea il marchio Ji Yue, con il quale ribattezza la precedente Jidu ROBO-01 in Ji Yue 01, ereditandone anche il medesimo logo.

## Veicoli
I veicoli Jidu Auto sono prodotti a Hangzhou Bay a Ningbo, dove si trovano la sede centrale della Geely e anche diversi stabilimenti della stessa.
- Jidu Robo-01 – crossover di medie dimensioni elettrico
- Jidu Robo-02– berlina di medie dimensioni elettrica

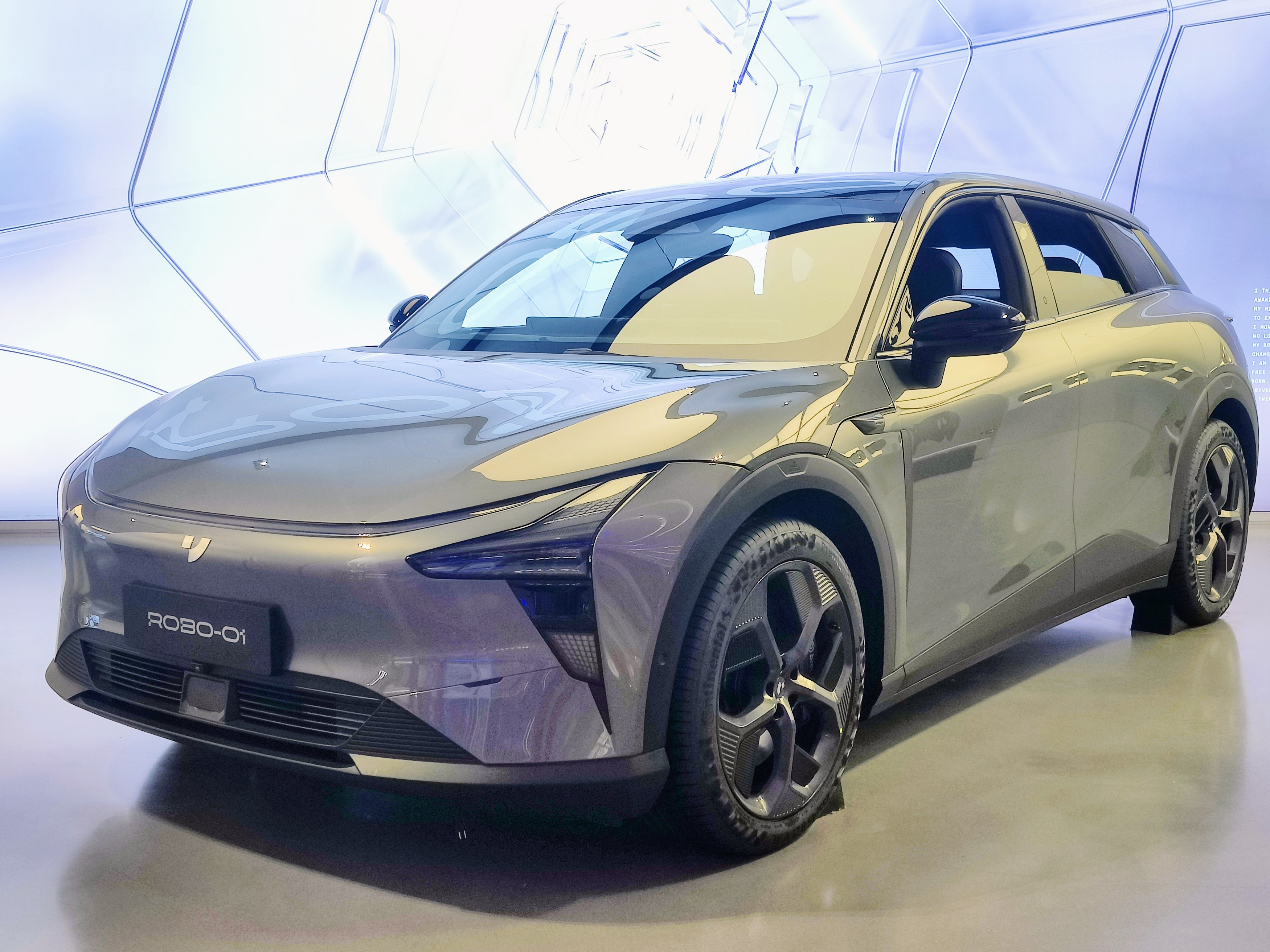
Jidu Robo-01
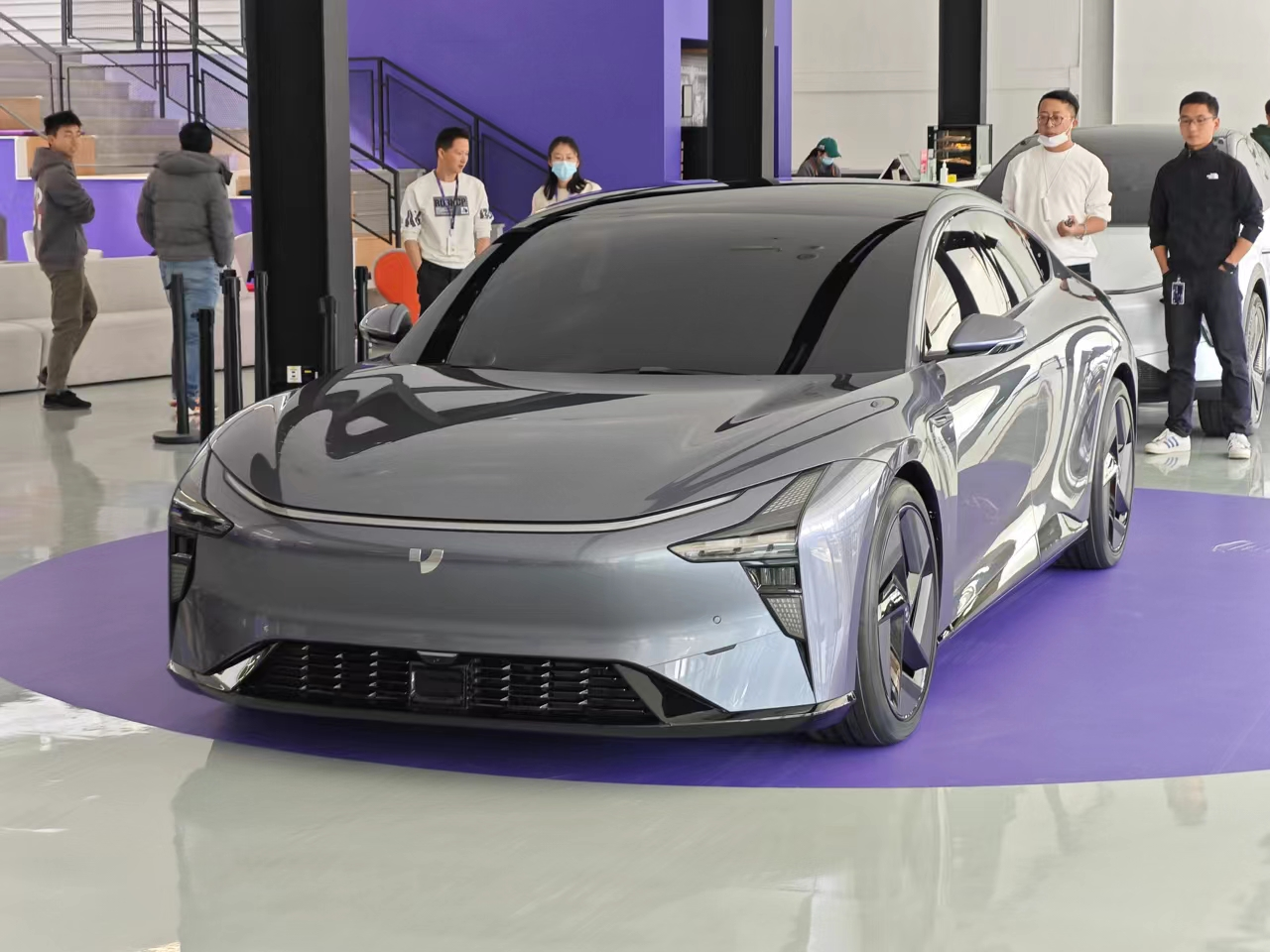
Jidu Robo-02